# Vayrac
Vayrac é uma comuna francesa na região administrativa de Occitânia, no departamento de Lot. Estende-se por uma área de 16,33 km². Em 2010 a comuna tinha 1 328 habitantes (densidade: 81,3 hab./km²).